# Nglobar
Nglobar is een bestuurslaag in het regentschap Grobogan van de provincie Midden-Java, Indonesië. Nglobar telt 4042 inwoners (volkstelling 2010).